# Капков, Константин Геннадиевич
Капков Константин Геннадиевич (род. 22 августа 1969) — российский историк, писатель и издатель, богослов, создатель базы данных военного и морского духовенства Российской империи XIX — начала XX вв.

## Биография
Родился 22 августа 1969 года в Москве.
В 1997 году Константин Капков осуществил новую русскую редакцию текстов Евангелий на основе русских и европейских переводов. Во введении к изданию переводчик излагает принципы религиозного либерализма, на которых основывается работа.
В 1999 году Капков принял крещение и поступил в Православный Свято-Тихоновский Богословский институт, который закончил в 2004 году по специализации «История религий». Во время обучения был церковнослужителем храма в честь иконы Божией Матери «Знамение» в Перово города Москвы. В настоящее время — нештатный церковнослужитель храма. Подготовил и предоставил материалы о священномученике Василии (Коклине) в базу данных «Новомученики и исповедники Русской Православной Церкви XX века». Собирает свидетельства о молитвенной помощи отца Василия (Коклина) тяжелобольным младенцам. Опубликовал следственное дело священномученка Василия (Коклина), служившего в этом храме в 1930-е годы. За оригинальный авторский дизайн издание было принято на хранение в Музей книги в Российскую Государственную библиотеку.
С 2008 года Константин Капков по благословению Святейшего Патриарха Алексия II является руководителем Церковно-исторического проекта «Летопись» по созданию Базы данных и Синодика священнослужителей Российской Империи. Им было собрано по различным архивам около 40 000 имен служителей православной церкви, около 1000 персоналий опубликовано в «Памятной книге военного и морского духовенства».
Сотрудничает с настоятелем Князь-Владимирского собора протоиереем Владимиром Сорокиным. Совместно с ним в 2015 году был издан «Синодик кавалеров ордена святого князя Владимира», в котором учтены все награждения духовных лиц с 1801 по 1917 год, а именно, сведения о 9500 пожалованиях Императорским орденом св. Владимира I—IV степеней.
С 2009 года руководит Научно-историческим отделом Николо-Сольбинского женского монастыря Ярославской епархии. В 2014 году в монастыре Капковым была организована выставка «Старинные гравюры Соловецкого монастыря», экспонаты которой включены в фонд монастырского Музея истории монашества.
С 2012 года Капков возглавляет Научный отдел Духовно-просветительского Центра имени митрополита Макария Булгакова при МБОУ «Белянская СОШ» Белгородской области, куратором которого является настоятель храма священномученика Макария Киевского протоиерей Александр Деревянко.
Номинант и лауреат Макариевской премии: номинант Фонда по премиям памяти митрополита Московского и Коломенского Макария (Булгакова) «за значительные научные достижения» в 2009 году, лауреат Фонда в номинации «История Православной Церкви» в 2013 году за труд «Священники — кавалеры Императорского Военного ордена св. великомученика и Победоносца Георгия».
Особое место в исследовательской работе историка отводится духовному миру последнего императора Российской империи Николая II и его семьи. Так, в 2016 году Константином Капковым была издана книга «Царский выбор», в которой впервые глубоко изучается религиозная жизнь Императорской семьи: в этом аспекте рассматриваются взаимоотношения Государя с Григорием Распутиным, отречение Императора от престола, Февральская революция, а также рассказывается о представителях духовенства, служивших Царю в предреволюционную эпоху и в заточении.
В июне 2017 года по благословению митрополита Симферопольского и Крымского Лазаря в Крестовоздвиженской дворцовой церкви семьи Романовых в Ливадии открылось древлехранилище (музей) памяти семьи императора Николая II. По словам Капкова, заместителя директора по науке Древлехранилища, в коллекции представлены только подлинные предметы. В открытии Древлехранилища принял участие фонд содействия возрождению традиций милосердия и благотворительности «Елисаветинско-Сергиевское просветительское общество», с кем сотрудничает Капков.
В августе 2017 года Константин Капков сделал архивно-документальный фильм о жизни царской семьи в Ливадии, основанный на архивных кадрах, который был впервые представлен публике в Ливадийском дворце-музее.
В 2022 году Капковым был создан архивно-документальный фильм «Штрихи к портрету Царя», в дореволюционных сюжетах которого зритель видит духовную жизнь последнего российского императора и его семьи, церковные богослужения, которые посещала царская семья. Фильм рассказывает об отдыхе Николая II и включает в себя интересные наблюдения за привычками царских особ.
В 2023 году по заказу музея памяти Семьи Императора Николая II в усадьбе Белая Дача вышел архивно-документальный фильм «Великое паломничество императора Николая II 15-28 мая 1913 года» на русском и английском языках, посвященный трехсотлетию императорского дома Романовых. В 1913 году царская семья отправилась в паломнический тур по древнерусским городам и посетила Владимир, Суздаль, Боголюбово, Нижний Новгород, Кострому, Ярославль, Ростов, Петровск, Троицкую Слободу, Переславль-Залесский, Сергиев Посад и Москву. Используя дореволюционные кинокадры императорской семьи, Капкову удалось воссоздать сюжет этого паломнической поездки, а кадры кинохроники доказывают популярность царя среди россиян. Фильм сопровождается музыкой со старинных грампластинок и восковых валиков. Здесь можно услышать марши, гимны, вальсы и оперы, а также колокольный звон и церковные песнопения. Премьера фильма прошла в нескольких городах, которые в 1913 году посетила царская семья.

### Монографии и издания
- Канонические Евангелия: Новая русская редакция. Под ред. Капкова К. Г. — М.: ООО «Инстант», 1997. — 10000 экз. — ISBN 5-900008-01-0
- Капков К. Г. Памятная книга Российского военного и морского духовенства XIX — начала XX вв. Справочные материалы. — М.: Информационный центр «Летопись», 2008. — 752 с. — 750 экз. — ISBN 5-900008-02-9
- Капков К. Г. Очерки по истории военного и морского духовенства Российской Империи XVIII — начала XX веков: Итоги к 1917 году. — М.: Информационный центр «Летопись», 2009. — 256 с. — 1000 экз. — ISBN 978-5-8125-1321-4
- Капков К. Г. Материалы к жизнеописаниям священномучеников Василия (Коклина), Дмитрия (Гливенко), Алексея (Смирнова), Сергея (Лебедева), Сергея (Цветкова) и других священнослужителей, с ними пострадавших. — М.: Информационный центр «Летопись», 2010. — 172 с. — 220 экз. — ISBN 978-5-8125-1426-6
- Капков К. Г. Загадочная медаль: История медали Воспитательного Дома и список награжденных. — М.: Информационный центр «Летопись»; Белгород: Духовно-просветительский Центр имени митрополита Макария (Булгакова), 2011. — 256 с. — 1300 экз. — ISBN 978-5-8125-1668-0
- Капков К. Г. История сел Зимовенька и Белянка Белгородской области, XVII—XXI вв. Церковь. События. Люди. — Село Зимовенька; Белгород; М.: «Церковно-исторический проект „Летопись“», 2012. — 120 с. — 1200 экз. — ISBN 978-99004282-3-2
- Капков К. Г. Священники — кавалеры Императорского Военного ордена св. Великомученика и Победоносца Георгия. — М.: Информационный центр «Летопись», 2012. — 868 с. — 1500 экз. — ISBN 978-5-94607-167-3
- Макарий (Булгаков), митрополит. Собрание материалов для науки канонического права Русской Православной Церкви, изложенное в систематическом порядке. — Первая публикация / Под ред. К. Г. Капкова. — Белгород, Сольба, М.: Информационный центр «Летопись», 2012. —388 с. — 2000 экз. — ISBN 978-5-9904282-1-8
- Капков К. Г. История сел Зимовенька и Белянка Белгородской области, XVII—XXI вв. Церковь. События. Люди. — Село Зимовенька — Белгород — М.: Информационный центр «Летопись», 2015. — 120 с.; 2-е изд. испр. и доп. — 1000 экз. — ISBN 978-5-9904282-5-6
- Титов Федор, протоиерей Материалы к жизнеописанию митрополита Макария (Булгакова) в 3 томах. — Репр. изд. с доп. / Публикация К. Г. Капкова. — М., Белянка: Информационный центр «Летопись», 2015. — 1 т. — 496 с., 2 т. — 400 с., 3 т. — 448 с. — 1200 экз. — ISBN 978-5-9904282-2-5
- Капков К. Г., Сорокин В. У. Синодик кавалеров ордена святого князя Владимира. СПб.: Князь-Владимирский собор, 2015. — 616 с. — 250 экз. — ISBN 978-5-94813-021-7
- Капков К. Г. Царский выбор: Духовный мир Императора Николая II и его Семьи. Последние священники при Царе. Вольная жертва. М.-Ташкент-Вятка, 2016. — 1300 экз. — ISBN 978-5-9904282-6-3, 2-е изд. испр. и доп. (с DVD-диском: "Святой Царь, Ливадия, 1902—1914. Архивно-документальный фильм, 46 мин. Автор сценария: Капков К. Г.) М.: «Летопись», 2019. — 608 с., илл. — 1200 экз. — ISBN 978-5-9906830-1-3
- Капков К. Г. Духовный мир Императора Николая II и его Семьи. Ливадия — М., 2017. — 352 с. — 11000 экз. — ISBN 978-5-9904282-8-7, 2-е изд. испр. и доп. (с DVD-диском: "Святой Царь, Ливадия, 1902—1914. Архивно-документальный фильм, 46 мин. Автор сценария: Капков К. Г.) М.: «Двуглавый орел», 2018. — 1500 экз. — ISBN 978-5-9906830-0-6, 3-е изд. М: Радио «Вера», 2018 — 10.000 экз. ISBN 978-5-9906830-2-0, 4-е изд. М: Елисаветинско-Сергиевское просветительское общество, 2018. — 2000 экз. — ISBN 978-5-9906830-4-4. Исследование рекомендовано к публикации Издательским советом Русской Православной Церкви (ИС Р18-809-0345).
- Максимов В. Ю., Капков К. Г. За службу и храбрость. Священники — кавалеры ордена Святого Георгия. Неизвестные страницы. — М.: Книжный мир, 2018. — 704 с. — 1000 экз. — ISBN 978-5-6040153-7-7
- Капков К. Г. Последний духовник Императора Николая II и его Семьи: тобольский протоиерей Владимир Хлынов. По архивным документам / Отв. ред. А. В. Громова. М.: Елисаветинско-Сергиевское просветительское общество, 2018. — 120 с. — 1500 экз. — ISBN 978-5-91215-158-3
- Капков К. Г. Последний священнослужитель Императора Николая II и его Семьи: екатеринбургский протоиерей Иоанн Сторожев. По архивным документам / Отв. ред. А. В. Громова. — М.: Елисаветинско-Сергиевское просветительское общество, 2018. — 160 с. — 1500 экз. — ISBN 978-5-91215-169-9
- Капков К. Г. Тьма. Трагедия. Террор. История разорения Николо-Сольбинского монастыря и судьбы 8 его обитателей, 1918—1938. Проблемы прочтения следственных дел. (Труды Научного отдела Николо-Сольбинского женского монастыря Переславской епархии. Историческая серия. История Николо-Сольбинского монастыря. Кн. 1.) Местечко Сольба; М.: Николо-Сольбинский монастырь, 2020. — 336 с. — 500 экз. — ISBN 978-5-9906830-5-1, 2-е изд. испр. и доп. — Местечко Сольба; М., 2021. — 336 с. — 1200 экз. — ISBN 978-5-6044845-3-1
- Сукина Л. Б., Капков К. Г. Лицевые синодики Николо-Сольбинской пустыни. XVIII век (Труды Научного отдела Николо-Сольбинского женского монастыря Переславской епархии. Историческая серия. История Николо-Сольбинского монастыря. Кн. 2). — Местечко Сольба; Переславль-Залесский; М.: Николо-Сольбинский монастырь, 2021. — 352 с. — 1200 экз. — ISBN 978-5-6044845-2-4
- Kapkov K. G. Glaube und Spiritualität von Zar Nikolaus II. und seiner Familie deutsche Übersetzung: Dr. Thomas Willmann. — Darmstadt: HII. Neo-Märtt. Elisabeth und Alexandra Förder-und Kulturverein e.V., 2021. — 376 p. — ISBN 978-3-00-068034-2
- Капков К. Г. Единение судеб: последний Царь и духовник. (Жизненный путь протоиерея Владимира Хлынова). — М.: Музей Императора Николая II; Светлое радио «Вера»; «Летопись», 2022. — 248 с. — 1 500 экз. ISBN 978-5-6047867-1-0
- Капков К. Г. Древний монастырь. Николаевская пустынь на Сольбе от митрополита всея Руси Варлаама до Варлаама, кандидата в Патриархи, и отставного капрала епископа Пахомия (Симанского), XV — середина XVIII века. (Труды Научного отдела Николо-Сольбинского женского монастыря Переславской епархии. Историческая серия. История Николо-Сольбинского монастыря. Кн. III.) — Местечко Сольба: Николо-Сольбинский женский монастырь; М.: «Летопись», 2024. — 384 с. — илл. ISBN 978-5-6047867-4-1

### Статьи
- Капков К. Г. Награждение духовенства орденом святого Великомученика Георгия, наперсным крестом и панагией на Георгиевской ленте // X Всероссийская нумизматическая конференция: Тезисы докладов и сообщений: Псков, 15-20 апреля 2002 г. — М.: ГИМ, 2002. — С. 266—268. — 500 экз.
- Капков К. Г. Георгиевские награды Российского духовенства // XI Всероссийская нумизматическая конференция: Тезисы докладов и сообщений: С.-Петербург, 14-18 апреля. — СПб.: Изд-во Гос. Эрмитажа, 2003. — С. 284—286. — 500 экз.
- Капков К. Г. История награждений Российского духовенства Императорскими и Царскими орденами в конце XVIII первой половине XIX вв.// XIII Всероссийская нумизматическая конференция: Тезисы докладов и сообщений: Москва. 11-15 апреля 2005 г. — М.: Гос. музей Изобразительных Искусств имени А. С. Пушкина, 2005. — С. 169—170. — 500 экз.
- Капков К. Г. Награды военного духовенства // Православная энциклопедия. — Т. 9. — М.: Церковно-научный центр «Православная Энциклопедия», 2005. — С. 158—159. — 39 000 экз.
- Капков К. Г. Малоизвестные награждения и предложения о пожалованиях духовенства знаками отличия на орденских лентах // XIV Всероссийская нумизматическая конференция: Тезисы докладов и сообщений: С.-Петербург — Гатчина, 16-21 апреля. — СПб.: Изд-во Гос. Эрмитажа, 2007. — С. 241—242. — 500 экз.
- Капков К. Г. Екатерины святой орден // Православная энциклопедия. — Т. 18. — М.: Церковно-научный центр «Православная Энциклопедия», 2008. — С. 219—220. — 39 000 экз.
- Военное духовенство Российской империи Православие.ru, 12.11.2008
- Капков К. Г. Эволюция отношения православного духовенства к Императорским орденам, 1797—1917 гг. (по материалам РГИА и ГА РФ) // XV Всероссийская нумизматическая конференция: Тезисы докладов и сообщений: Ростов-на-Дону, 19-24 апреля 2009 г. — М.: ГИМ, 2009. — С. 231—233. — 600 экз.
- Капков К. Г., Фельдман Д. З. О награждении раввинов России в царствование Николая II (по архивным документам) // XVII Всероссийская нумизматическая конференция: Тезисы докладов и сообщений: Москва — Пущино, 22-26 апреля. — М.: ГИМ, 2013. — С. 195—197. — 500 экз.
- Капков К. Г., Фельдман Д. З. О награждении руководителей еврейских и Крымских караимских общин в царствование Императора Николая II [Словарь.] // Архив еврейской истории. — Т. 8. — М.: Российская политическая энциклопедия, 2016. — С. 130—155. — 700 экз.
- После 2 марта Романовы стали не нужны Православие и мир, 02.03.2017
- Государь понял, что есть Божия воля отступить… Образование и православие, 04.03.2017
- Капков К. Г. О подготовке и целях музейно-выставочной работы к 100-летию заключения под стражу и убийства Царской семьи // XIX Елисаветинско-Сергиевские чтения «Увековечивание памяти Царской Семьи: задачи и перспективы. К 100-летию гибели». — М., 2017—300 экз. — c.161-164. — ISBN 978-5-00016-023-7
- Капков К. Г. О цельности духовного пути Императрицы Александры Феодоровны // Гессенские принцессы в российской истории: сборник материалов научной конференции 19 декабря 2017 г., Франкфурт-на-Майне. — М.: Союз-Дизайн, 2017. — c. 164—171. — ISBN 978-5-00016-030-5
- Они умерли мучениками за человечество О трагедии царственных страстотерпцев рассказывает книга «Царский выбор». Столетие. Информационно-аналитическое издание фонда исторической перспективы, 17.07.2017
- Плоды 1918 года мы пожинаем по сей день… Памяти царственных страстотерпцев: от Белгородчины до Ливадии / Столетие. Информационно-аналитическое издание фонда исторической перспективы, 03.08.2017
- Капков К. Г., Максимов В. Ю. Священники — кавалеры ордена св. Георгия // Посев: общественно-политический журнал. — 2017. — № 4. — С. 19-24; № 6. — С. 4-8; № 8. — С. 30-34; № 10. — С. 33-36; № 12. — С. 22-29. — 800 экз.
- Капков К. Г. Протоиерей Владимир Александрович Хлынов — последний духовник Царской семьи, узник Соловецкого лагеря (по архивным материалам) // Историко-культурное и духовное наследие Соловков. Сб. докладов науч. конференции. Соловки, 10-14 сентября 2018 г. Соловки, 2018. — С. 210—211. — 100 экз. — ISBN 978-5-91378-158-1
- Капков К. Г. Духовный мир Императора Николая II // «Праведники живут во веки…». XXI Елисаветинско-Сергиевские чтения, Москва, Санкт-Петербург, 2018—2019 гг.: Сб. ст. / отв. ред. А. В. Громова. М.: Елисаветинско-Сергиевское просветительское общество, 2020. С. 29-38. — 300 экз. — ISBN 975-5-00016-052-7

## Награды и звания
- номинант Фонда по премиям памяти митрополита Московского и Коломенского Макария (Булгакова) «за значительные научные достижения» (2009)
- лауреат Фонда по премиям памяти митрополита Московского и Коломенского Макария (Булгакова) в номинации "История Православной Церкви (2013)
- медаль св. первоверховного апостола Петра «в благословение за усердные труды во славу Святой Церкви» за № 245 от митрополита Санкт-Петербургского и Ладожского Варсонофия (2015)
- благодарность «за просветительское служение и существенный вклад в празднование 1000-летия преставления св. равноапостольного князя Владимира в Русской Православной церкви и во всем мире» от Санкт-Петербургской епархии (2016)
- архиерейская грамота «в благословение за усердные труды во благо Русской Православной Церкви» за изд.: «Царский выбор: Духовный мир Императора Николая II и его семьи. Последние священники при Царе. Вольная жертва. М.-Ташкент-Вятка, 2016» от епископа Иова (Смакоуз), главы Экзархата Русской Православной церкви Московского Патриархата в Канаде (2016)
- серебряная медаль за № 223 Фонда по премиям памяти митрополита Московского и Коломенского Макария (Булгакова) за научные достижения, издание книг по православному богословию и организацию общепросветительских программ (2016)
- бронзовая медаль «Святой страстотерпец Наследник Цесаревич Алексей Николаевич» от Благотворительного фонда «Возрождение культурного наследия» «за личный вклад в дело патриотического возрождения России» (2016)